# Кам'янський під
Ка́м'янський під (інша назва — Кам'янсько-Дніпровська терасна рівнина) — система надзаплавних терас лівобережжя Дніпра. Розташована в північній частині Причорноморської низовини,  в межах Кам'янсько-Дніпровського та (частково) Василівського районів Запорізької області.
На півночі прилягає до Каховського водосховища, на півдні — до порівняно високого схилу, місцями порізаного ярами і балками; в західній частині поду розташований Білозерський лиман.
Довжина поду 35—40 км, ширина до 15 км. Складається переважно з глин і пісків. У будові виділяють дві частини — призаплавну та присхилову. Призаплавний масив являє собою погорбовану рівнину з піщаними кучугурами та замкнутими улоговинами. Переважають чорноземи, частково заліснений (штучні насадження). Є мережа меліоративних каналів. 